# ماثياس سفينسون
ماثياس سفينسون (بالسويدية: Mathias Svensson)‏ (24 سبتمبر 1974 ببوروس في السويد - ) هو لاعب كرة قدم سويدي في مركز الهجوم. شارك مع منتخب السويد لكرة القدم. أما مع النوادي، فقد لعب مع تشارلتون أثلتيك وديربي كاونتي وكريستال بالاس ونادي إلفسبورغ ونادي بورتسموث ونادي تيرول إنسبروك ونورويتش سيتي.

## مسيرته الكروية
لعب ماثياس سفينسون خلال مسيرته الاحترافية مع 7 أندية في تسعة عشر موسمًا وسجل خلالها 78 هدفًا ضمن 312 مباراة. ولم يفز بأي موسم بالكأس وفاز في موسم واحد بالدوري.
خاض ماثياس سفينسون مسيرته مع نادي إلفسبورغ في موسم 1994 في المرة الأولى واستمر معه طيلة ثلاثة مواسم ثم في موسم 2005 واستمر معه طيلة ثلاثة مواسم، مشاركًا طوالها في 107 مباراة سجل خلالها 35 هدفًا. ثم انتقل إلى نادي بورتسموث في موسم 1996–97 ولمدة موسمين، حيث شارك في 45 مباراة سجل خلالها 10 أهداف. لينتقل بعدها إلى نادي كريستال بالاس في موسم 1998–99 ولمدة موسمين، مشاركًا في 32 مباراة سجل خلالها 10 أهداف أيضًا. ثم انتقل إلى نادي تشارلتون أثلتيك في موسم 1999–00 ليلعب معه خمسة مواسم، مشاركًا في 70 مباراة سجل خلالها 8 أهداف. هذا وانتقل لاحقًا إلى نادي نورويتش سيتي في موسم 2003–04 ولمدة موسمين، مشاركًا في 42 مباراة سجل خلالها 11 هدفًا.

## وصلات خارجية
- ماثياس سفينسون على موقع اتحاد السويد (السويدية)
- ماثياس سفينسون على موقع قاعدة بيانات كرة القدم.إي يو (الإنجليزية)
- ماثياس سفينسون على موقع ناشيونال فوتبول تيمز (الإنجليزية)
- ماثياس سفينسون على موقع Soccerbase.com (لاعب) (الإنجليزية)
- ماثياس سفينسون على موقع عالم كرة القدم.نت (الإنجليزية)